# Püspökhatvan
Püspökhatvan là một thị trấn thuộc hạt Pest, Hungary. Thị trấn này có diện tích 24,72 km², dân số năm 2010 là 1536 người, mật độ 62 người/km².